# Kiri Thode
Demenson 'Kiri' Thode (Kralendijk, 26 februari 1990) is een Boneriaans windsurfer. Aan het begin van de 21e eeuw was hij een van de beste windsurfers ter wereld in de categorie Freestyle. Van  2007 tot 2015 stond hij op het podium bij de wereldkampioenschappen en in 2013 werd hij wereldkampioen in deze discipline.

## Biografie
Kiri Thode werd geboren in Kralendijk op het eiland Bonaire en komt uit een vissersfamilie. In 1995 begon hij samen met zijn neven Everon "Tonky" Frans en Elton "Taty" Frans met windsurfen. Al snel deed hij mee met lokale windsurfwedstrijden. Zo werd hij in 1997 1e van de kinderen op de Bonaire International Sailing Regatta en in 2000 was hij de "Freestyle Prince of Lac Bay".
In 2003 nam hij op twaalfjarige leeftijd deel aan zijn eerste World Cup en in 2007 haalde hij de wereldtop. Thode werd voor het eerst wereldkampioen in 2013 door te winnen op de DAM 7 PWA World Cup bij de Brouwersdam. Hij was ook de eerste Bonairiaan die wereldkampioen werd in de discipline Freestyle. Na nog twee keer in de top 3 te komen, behaalde hij de 17e plaats in 2016 en de 21e plaats in 2019.
In 2012 werd "Children of the Wind" geproduceerd, een documentaire van 92 minuten over de levens van kinderen uit Bonaire die leerden windsurfen van windsurfpionier Elvis 'Piskechi' Martinus, die bij Sorobon in Kralendijk het windsurfprogramma ProKids oprichtte. De film richt zich in het bijzonder op Kiri Thode en de twee broers Tonky en Taty Frans en won verschillende prijzen op internationale filmfestivals.